# Seznam mehiških generalov
Seznam mehiških generalov.

## A
Juan Álvarez - 

## C
Venustian Carranza - Enrique Cervantes Aguirre - Salvador Cienfuegos

## D
José de la Cruz Porfirio Diaz -

## F
Luis Farell

## G
Guillermo Galván Galván - Pablo Gonzales -

## H
Victoriano Huerta - 

## I
Agustin Iturbide -

## M
Manuel de Mier y Terán

## N
Rijega Nunjes -

## O
Álvaro Obregón - 

## S
Luis Cresencio Sandoval - Antonio Lopez de Santa Anna -

## V
Gerardo Clemente Vega